# Porte des Pierres Dorées
Porte des Pierres Dorées ist eine französische Gemeinde mit 4.079 Einwohnern (Stand 1. Januar 2022) im Département Rhône in der Region Auvergne-Rhône-Alpes. Sie gehört zum Kanton Val d’Oingt im Arrondissement Villefranche-sur-Saône. Die Bewohner nennen sich die Doréen.
Sie entstand mit Wirkung vom 1. Januar 2017 als Commune nouvelle durch die Zusammenlegung der bisherigen Gemeinden Pouilly-le-Monial und Liergues, die in der neuen Gemeinde den Status einer Commune déléguée haben. Der Verwaltungssitz befindet sich im Ort Pouilly-le-Monial.
Mit Wirkung vom 1. Januar 2019 wurde die Gemeinde Jarnioux eingegliedert und hat ebenfalls den Status einer Commune déléguée.

## Gliederung
| Ortsteil                            | ehemaliger INSEE-Code | Fläche (km²) | Einwohnerzahl zum 1. Januar 2022 |
| ----------------------------------- | --------------------- | ------------ | -------------------------------- |
| Pouilly-le-Monial (Verwaltungssitz) | 69159                 | 3,81         | 953                              |
| Jarnioux (seit 2019)                | 69101                 | 4,20         | .0713                            |
| Liergues                            | 69114                 | 5,32         | 2.413                            |

## Geographie
An der nördlichen Gemeindegrenze verläuft das Flüsschen Morgon, im Osten sein Nebenfluss Merloux mit mehreren kleinen Zuflüssen.
Nachbargemeinden sind Cogny im Nordwesten, Lacenas im Norden, Gleizé im Nordosten, Limas im Osten, Pommiers im Südosten, Theizé im Südwesten und Ville-sur-Jarnioux im Westen.